# Henry Slade
Henry Slade (nacido en Plymouth el 19 de marzo de 1993) es un jugador de rugby británico, que juega de centro para la selección de rugby de Inglaterra y, actualmente para los Exeter Chiefs en la Premiership Rugby. 

## Trayectoria deportiva

### Clubes
En 2020 se proclama campeón de la Champions Cup 2019-20 con Exeter Chiefs ante Racing 92 por el resultado final de 31-27 ,en un partido que se disputó a puerta cerrada en el estadio de Ashton Gate de Bristol, debido a la pandemia sanitaria del COVID-19.

### Internacional
Representó a Inglaterra a nivel sub-18 y sub-20, Henry debutó con la selección sub-18 el 22 de julio de 2010.
Su debut con la selección de Inglaterra absoluta se produjo en un partido contra Francia en el Twickenham el 15 de agosto de 2015.
Seleccionado para la Copa del Mundo de Rugby de 2015, Slade anotó un ensayo en la victoria 60-3 sobre Uruguay, que cerraba la participación de Inglaterra en la Copa del Mundo.
Fue seleccionado por Eddie Jones para formar parte del XV de la rosa en la Copa Mundial de Rugby de 2019 en Japón donde lograron vencer en semifinales, en el que fue el mejor partido del torneo, a los All Blacks que defendían el título de campeón, por el marcador de 19-7. Sin embargo, no pudieron vencer en la final a Sudáfrica perdiendo por el marcador de 32-12.

#### Participaciones en Copas del Mundo
| Mundial                       | Sede       | Resultado    | PJ | Tries |
| ----------------------------- | ---------- | ------------ | -- | ----- |
| Copa Mundial de Rugby de 2015 | Inglaterra | Primera fase | 1  | 1     |
| Copa Mundial de Rugby de 2019 | Japón      | Subcampeón   | 5  | 0     |

## Palmarés y distinciones notables
- Campeón Aviva Premiership 2016-2017 (Chiefs)[5][6]
- Campeón de la Champions Cup 2019-20[7]